# Смерекова хата (пісня)
«Смерекова хата» — українська пісня на вірш Миколи Бакая та перші рядки Павла Дворського.

## Опис
Як і у творчості Тараса Шевченка, Лесі Українки, Олександа Довженко, Олеся Гончара, Дмитра Павличка пісня передає метафору батьківської хати. Українська хата — невід'ємна частина культури українського народу. Микола Бакай у пісні оспівує вічні повернення і пошану до батьківського дому.

## Історія
Павло Дворський у 1984 році поїхав на відпочинок у Болгарію, де, за його словами, було море, сонце і вільний час, але ним несподівано заволоділа туга за рідною домівкою. Так у композитора народилась музика і перші рядки пісні: «Смерекова хата, батьківський поріг…». Після повернення з відпочинку Павло звернувся до поета Миколи Бакая і розповів про власні відчуття та пережите. Поет Микола в дитинстві насильно був вивезений до Сибіру, тому зрозумів Павла з півслова. Через декілька днів Микола приніс Павлу вірш майбутьної пісні. За словами Павла жодного слова він в пісні не змінив і зараз не уявляє своєї творчості без цієї пісні.
Зі слів Павла Дворського, чернівецькі вулиці, природа та пам'ятки історії надихнули його в тому числі і на цю пісню.

## Уривок з пісні
| Наснились мальви, рута–м’ята I скрип криничний журавля, I смерекова отча хата, Котру давно покинув я. Наснився сад в веснянім цвіті, Струнка смерічка край воріт I найрідніша в цілім світі Матуся сива надворі. Приспів: Смерекова хата — батьківський поріг, Смерекова хата на крутій горі. Як прийду до неї, коліном припаду, Грудочку землі своєї до уст прикладу. [4] |

## Виконавці
- Дворський Павло Ананійович[4][7]
- Яремчук Назарій Назарович[4]